# Homoxylé
Homoxylé (du grec ancien ὁμός / homós, semblable et ξὐλον / xýlon, bois) se dit d’un bois dépourvu de fibres et formé en majeure partie de vaisseaux et de trachéides. Le bois homoxylé existe chez les Gymnospermes.